# المواجهة الإندونيسية الماليزية
كانت المواجهة الإندونيسية الماليزية (بالإنجليزية: The Indonesia–Malaysia confrontation)‏ أو مواجهة بورنيو (تُعرف أيضًا باسمها الإندونيسي/ الملايوي، كونفرونتاسي) نزاعًا عنيفًا نجم عن المعارضة الإندونيسية لإنشاء ماليزيا بين عامي 1963 و 1966. كان إنشاء ماليزيا دمجًا للاتحاد المالايوي (يعرف الآن بغرب ماليزيا) وسينغافورة والمستعمرة الملكية/ المحمية البريطانية غرب بورنيو وساراواك (عُرفت جمعًا باعتبارها بورنيو البريطانية، والآن أصبحت شرق ماليزيا) جرى في سبتمبر من عام 1963. تضمنت المقدمات الأساسية للنزاع سياسة المواجهة التي اتبعتها إندونيسيا ضد غينيا الجديدة الهولندية من مارس وأغسطس لعام 1962 وعصيان بروناي في ديسمبر من عام 1962.
كانت المواجهة حربًا غير معلنة وقعت معظم أحداثها في المنطقة الحدودية بين إندونيسيا وشرق ماليزيا على جزيرة بورنيو (تعرف باسم كاليمانتان في إندونيسيا). اتسم النزاع بالمعارك البرية المنفصلة والمحدودة، مضبوطة ضمن تكتيكات سياسة حافة الهاوية منخفضة المستوى. عادة ما كانت المعارك عمليات عسكرية بحجم سرية أو فصيلة من كلا جانبي الحدود. سعت حملات التسلل الإندونيسية إلى بورنيو إلى استغلال التنوع الإثني والديني في ساباه وساراواك قياسًا بالتنوع في في مالايا وسينغافورة، بنيّة حل دولة ماليزيا المقترحة.
أجبرت تضاريس بورنيو الممتلئة بالأحراش وقلة الطرقات الواصلة إلى الحدود الماليزية الإندونيسية كلًا من القوات الإندونيسية وقوات الكومنولث على القيام بدوريات راجلة طويلة. اعتمد كلا الطرفين على عمليات المشاة الخفيفة والنقل الجوي، رغم تمتع قوات الكومنولث بميزة نشر طائرات الهليكوبتر بشكل أفضل وإعادة إمداد قواعد العمليات المتقدمة. استُخدمت الأنهار أيضًا كوسيلة للنقل والتسلل. رغم أن العمليات الحربية كانت تنفذها القوات الأرضية بصورة أساسية، لكن القوات المنقولة جوًا لعبت دورًا فاعلًا في الإمداد والقوى البحرية ضمنت أمان الأجنحة البحرية. قدم البريطانيون معظم الجهود الدفاعية، رغم أن مساهمات القوات الماليزية ارتفعت بثبات، وكانت هناك مساهمات دورية من القوات الأسترالية والنيوزيلندية ضمن قوات احتياطي الشرق الأقصى الاستراتيجي التي كانت متموضعة وقتها في غرب ماليزيا وسنغافورة.
اعتمدت الهجمات الإندونيسية الأولية على شرق ماليزيا بصورة كبيرة على المتطوعين المحليين الذين تلقوا دريبًا على يد الجيش الإندونيسي. ومع مرور الوقت، أصبحت القوات المتسللة أكثر تنظيمًا بعد إدخال عناصر أكثر فاعلية من القوات الإندونيسية. وفي عام 1964، أطلقت القوات البريطانية عملياتها السرية داخل كاليمانتان الإندونيسية تحت الاسم الحركي عملية كلاريت، بُغية ردع وإعاقة حملة التسللات الإندونيسية النامية. تزامنًا مع إعلان سوكارنو عن «عام من المعيشة الخطرة» وأعمال الشغب العرقية في سنغافورة عام 1964، أطلقت إندونيسيا حملة موسعة من العمليات على غرب ماليزيا يوم 17 أغسطس من عام 1964، ولكن دون نجاح عسكري. في ديسمبر من عام 1964، شاهد حشد من القوات الإندونيسية على حدود كاليمانتان المملكة المتحدة تخصص قوات هائلة من قيادة الجيش الاستراتيجية المتمركزة في المملكة المتحدة وأستراليا ونيوزيلندا تعيد تنشر قوات قتالية متناوبة كانت في غرب ماليزيا إلى بورنيو في عامي 1965 و 1966. بدأت ضراوة النزاع بالخمود عقب أحداث حركة 30 سبتمبر وتولّي سوهارتو زمام السلطة. بدأت جولة جديدة من مفاوضات السلام بين إندونيسيا وماليزيا في مايو من عام 1966، ووُقعت اتفاقية سلام نهائية يوم 11 أغسطس من عام 1966 اعترفت فيها إندونيسيا رسميًا بماليزيا.

## خلفية

### الوضع السياسي
قبل مواجهة إندونيسيا لماليزيا، كان سوكارنو قد سعى لتطوير سياسة إندونيسية خارجية مستقلة، مركزًا على استملاك غينيا الجديدة الهولندية باعتبارها قضية عالقة من مخلفات الثورة الوطنية الإندونيسية، وإقرار مؤهلات إندونيسيا بصفة قوة عالمية بارزة تدير مصالحًا متميزة عن مصالح الغرب والشرق. طاردت إندونيسيا مطالبها بغينيا الجديدة الهولندية بلا هوادة خلال الفترة الواقعة بين عامي 1950 و 1962، بغض النظر عن مواجهتها نكسات متعددة في الجمعية العامة للأمم المتحدة في محاولاتها حث المجتمع الدولي على الاعتراف بمطالبها. كانت إندونيسيا دولة هامة في تطوير حركة عدم الانحياز، واستضافة مؤتمر باندونغ عام 1955.
عقب الأزمة الإندونيسية عام 1958، والتي تضمنت تمرد بيرميستا في إندونيسيا الشرقية وإعلان البّي آر آر آي، حكومة ثورية متمردة مقرها سومطرة؛ بزغت إندونيسيا بصفتها قوة عسكرية بارزة وصاعدة في جنوب شرق آسيا. ومع تدفق الإعانات التسليحية السوفييتية، تمكنت إندونيسيا من تعزيز مطالبها الدبلوماسية بغينيا الجديدة الهولندية بقوة أكبر. بلغ الخلاف الدبلوماسي أوجه عام 1962 عندما أطلقت إندونيسيا حملة ضخمة من القوات المتسللة المحمولة بحرًا وجوًا على غينيا الجديدة الهولندية. مع أن قوات التسلل هُزمت كلها على يد الهولنديين وقوات السكان الأصليين، لكن إندونيسيا استطاعت إضفاء المصداقية على تهديدها بغزو عسكري إندونيسي لغينيا الجديدة الهولندية. استسلم الهولنديون، الذين كانوا يواجهون ضغوطًا دبلوماسية متعاظمة من الإندونيسيين والأمريكيين، الذين كانوا حريصين بدورهم على ألا تصبح إندونيسيا حليفة للشيوعية، ووافقوا على تسوية دبلوماسية، تُمكن الإندونيسيين من تولي زمام السلطة على المنطقة مقابل التعهد بإجراء استفتاء شعبي حول الحكم الذاتي (قانون الخيار الحر) في المنطقة بحلول عام 1969. وهكذا، حققت إندونيسيا نصرًا دبلوماسيًا مرموقًا مع اقتراب عام 1962، الأمر الذي ربما شجع نظرتها لنفسها كقوة إقليمية بارزة. كان في سياق هذا النصر الدبلوماسي الأخير أنْ ألقت إندونيسيا اهتمامها إلى الاقتراح البريطاني لإنشاء دولة ماليزية موحدة.
قبل أن تعلن الحكومة البريطانية عن سياسة شرق السويس عام 1968، كانت قد بدأت بإعادة تقييم التزامها بالقوة في الشرق الأقصى في أواخر الخمسينيات. كجزء من انسحابها من مستعمراتها في جنوب شرق آسيا، تحركت المملكة المتحدة لدمج مستعمراتها في شمال بورنيو مع الاتحاد المالايوي (الذي أصبح مستقلًا عن بريطانيا عام 1957)، وسنغافورة (التي أصبحت تتمتع بحكم ذاتي عام 1959). في مايو من عام 1961، اقترحت حكومتا المملكة المتحدة والاتحاد المالايوي اتحادًا أكبر حجمًا يدعى ماليزيا، يشمل ولايات مالايا، شرق بورنيو، ساراوانك، بروناي، وسنغافورة. في البداية، كانت إندونيسيا داعمةً للاتحاد المقترح بصورة طفيفة، رغم أن بّي كيه آي (بارتاي كومونيس إندونيسيا – الحزب الشيوعي الإندونيسي) كان معارضًا له بشدة.